# Фала де Шалима
Фа́ла де Ша́лима (галис. fala de Xálima) или просто «фа́ла» — иберо-романский диалект, использующийся в трёх селениях испанской провинции Эстремадура. Близок к галисийскому языку, иногда определяется как его разновидность.

## Использование диалекта
Фала де Шалима — живая разговорная речь, которая активно используется в качестве основного бытового языка в трёх селениях Эстремадуры — Сан-Мартин-де-Тревехо, Эльхас и Вальверде-дель-Фресно, которые находятся в долине Шалима (Валле де Шалима — отсюда название). Удалённое положение этих поселений, находящихся вблизи границы c Португалией, способствовало сохранению наречия. Количество активных носителей составляет около шести тысяч человек, иногда это число увеличивают до десяти тысяч — с учётом уроженцев Валле де Шалима, которые живут и работают в соседних городах. Как правило, они тоже помнят диалект, хотя большую часть времени общаются на испанском языке. Все современные носители «фала» также владеют испанским языком и нередко — португальским.

## Классификация
«Фала», то есть «речь» (также A nosa fala — «наша речь») — микродиалект, который демонстрирует много общих черт как с галисийским, так и с португальским языками, а также с астурлеонским языком. Некоторые лингвисты определяют его как галисийский диалект с леонским и старокастильским суперстратом, другие — как самостоятельный романский язык или составную часть астурлеонского диалектного континуума. Во время опроса в 1993 году 13 % носителей языка назвало родной язык испанским (кастильским) диалектом, 20 % — диалектом португальского языка, 67 % полагало, что говорит на самостоятельном языке.

## История
Вероятно, «фала» была принесена в Эстремадуру во времена Реконкисты, в период правления королей Фернандо II или Альфонсо IX (XII—XIII вв.). Переселенцы, прибывшие на отбитые у мавров земли, использовали старогалисийский (по другому мнению — старолеонский) говор, который законсервировался в трёх удалённых селениях.

## Современность
В 1990-е годы появилось движение за сохранение и защиту наречия. Ввиду малочисленности носителей оно нередко проходит под общим флагом «сохранения языкового наследия Эстремадуры». В 1992 году была создана организация Fala I cultura, по инициативе которой был учреждён ежегодный «День нашего наречия» (U dia da nosa fala), разработана грамматика и орфография (на основе галисийской). В 1998 году вышло первое художественное произведение на этом языке. «Фала де Шалима» показывает значительную живучесть — несмотря на влияние кастильского языка, убедительное большинство жителей всех трёх посёлков и поныне предпочитают использовать родной диалект при общении друг с другом и своими детьми.